# Općina Vevčani
Općina Vevčani (makedonski: Општина Вевчани) je jedna od 80 općina Sjeverne Makedonije koja se prostire na zapadu Sjeverne Makedonije. 
Upravno sjedište ove općine je selo Vevčani.

## Zemljopisne osobine
Općina Vevčani nalazi se sjeverozapadno od Ohridskog jezera (14 km od grada Struge) u kraju koji se zove Drimkol (porječje rijeke Crni Drim). Jedino naselje u općini Vevčani leži na padinama planine Jablanice, istočno od sela nalazi se Sruško polje. 
Općina Vevčani je površinom izuzetno mala općina, graniči s Albanijom na zapadu, a sa svih ostalih strana (sjever, istok, jug) okružena je teritorijem općine Struga.
Ukupna površina Općine Vevčani  je svega 22,8 km², i to je površinom najmanja sjevernomakedonska općina, pored gradskih općina Skopja.

## Stanovništvo
Općina Vevčani  ima 2 433 stanovnika, koji žive u jedinom općinskom naselju Vevčani. Po popisu stanovnika iz 2002. nacionalni sastav stanovnika u općini bio je sljedeći;

## Naselja u Općini Vevčani
U općini Vevčani postoji samo jedno seosko naselje, i to je sjedište općine Vevčani.

## Povijest
Do 1953. godine Vevčani su bili općina, zajedno sa selima Oktiši i Gorna Belica. Od 1953. do 1956. godine bili su pripojen općini Velešta, a nešto kasnije općini Struga. Od tada je zahtjev za osnivanje općine podnesen tri puta 1969., 1981. i 1990. godine.
Općina je obnovljena 1996. godine donošenjem Zakona o teritorijalnoj organizaciji Makedonije, čime su Vevčani, s površinom od 35 km2 i 2500 stanovnika, jedina općina u Makedoniji s jednim naseljem. Općina je započela s radom 1997. godine osnivanjem svojih organa i tijela, nakon izbora za mjesnu samoupravu.

## Kultura
U selu se svake godine tijekom siječnja održava 1400 godina star karneval.

## Pogledajte i ovo
- Sjeverna Makedonija
- Općine Sjeverne Makedonije

## Vanjske poveznice
- Općina Vevčani na stranicama Discover Macedonia